# Orlando von Einsiedel
Pour les articles homonymes, voir Einsiedel.
Orlando von Einsiedel, né en août 1980 à Londres, est un cinéaste britannique qui réalise principalement des films documentaires qui étudient les problèmes sociaux mondiaux.

## Filmographie

### Comme réalisateur
- 2010 : Skateistan: To Live and Skate Kabul
- 2011 : Little Voice, Big Mountain
- 2011 : My Name Is Feker
- 2011 : Radio Amina
- 2011 : The Forced Marriage Unit (TV)
- 2012 : Aisha's Song
- 2012 : Earthrise (série télévisée)
- 2013 : We Ride: The Story of Snowboarding
- 2013 : The Cure: Doctors on Everest - Investigating Intensive Care (série télévisée)
- 2014 : We Are Fire (TV)
- 2014 : Virunga
- 2009 -2014 : People and Power (série télévisée,  5 épisodes)
- 2015 : King of the Mountain
- 2016 : Moon Shot (série TV)
- 2016 : Les Casques blancs (The White Helmets)
- 2018 : Evelyn
- Prochainement : Untitled Rwanda Cycling Project